# Hyllie landskommun
Hyllie landskommun var en tidigare kommun i dåvarande Malmöhus län.

## Administrativ historik
Kommunen bildades i Hyllie socken i Oxie härad i Skåne när 1862 års kommunalförordningar trädde i kraft. Limhamns municipalsamhälle inrättades 27 augusti 1886 i denna kommun och utökades 1901 att även omfatta en del i Fosie landskommun
1906 ombildades kommunen till en del av den då bildade Limhamns köping som 1915 uppgick i Malmö stad som 1971 ombildades till Malmö kommun.